# Noreña
Noreña ist eine Gemeinde (concejo in Asturien, entspricht municipio im übrigen Spanien) im Süden der Autonomen Region Asturien in Spanien.
Die Gemeinde mit ihren 5.102 Einwohnern (Stand: 2024) hat eine Fläche von 5,29 km² und gliedert sich in drei:

## Parroquias
Das Concejo Noreña ist in zwei Parroquias unterteilt:
- Celles, 75 Einwohner (2011)
- Noreña, 5348 Einwohner (2011)
- Santa Marina, 9 Einwohner (2011)

## Wappen
Im oberen Feld, das Wappen von „Don Rodrigo Alavarez de las Asturias“, dem Gerichtsherrn unter der Regentschaft von Pedro I und Enrique II

Im mittleren Feld, das Wappen des „Don Gutierre de Toledo“,  dem ersten Bischof von Oviedo mit dem Titel „Herzog von Noreña“

Im unteren Feld das Engelskreuz.
Über dem Wappen die Mitra und die Herzogskrone.

## Geschichte
Erste Dokumente des Ortes wurden um 1920 durch den Historiker Juan Uría Ríu gefunden, die einen Ort am Fluss rio Noreña beschreiben. Diese Dokumente datieren auf das 12. Jahrhundert.
 989 schenkten der Graf Gundemaro Piñoliz und seine Frau dem Bischof von Oviedo Bermudo Mumadonna Ländereien am Ufer des Rio Noreña im Austausch gegen die Kirche Santa Maria in Tol. Die entsprechende Schenkungsurkunde datiert in das Jahr 1103.

In einer weiteren Schenkungsurkunde aus dem Jahr 1151 geht hervor, dass der Landgraf Gonzalo Peláez und seine Frau dem Kloster San Vicente ein bewohntes Grundstück namens Noreña (que vulgare vocatur Naurenia) schenken. Hier wird der Name des Ortes erstmals genannt. Zehn Jahre später wird die Verwaltung neu geordnet, wobei die Gerichtsbarkeit an das benachbarte Siero fällt.

## Klima
Das gemäßigte ozeanische Klima mit einer Jahresdurchschnittstemperatur von 12 Grad Celsius (Sommer 18, Winter 6,6) und der Hauptniederschlagszeit im Winter und Frühjahr schafft eine abwechslungsreiche Flora und Fauna.

## Politik
Die 11, ab 2007 13 Sitze im Gemeinderat verteilen sich wie folgt:
| Historische Entwicklung der Sitze im Gemeinderat |      |      |      |      |      |      |      |      |      |      |
| Partei                                           | 1979 | 1983 | 1987 | 1991 | 1995 | 1999 | 2003 | 2007 | 2011 | 2015 |
| PSOE                                             | 4    | 4    | 3    | 2    | 2    | 3    | 3    | 5    | 4    | 3    |
| IPÑ                                              |      |      |      |      |      |      |      |      | 3    | 4    |
| AP / PP                                          |      | 3    | 2    | 2    | 2    | 1    | 3    | 5    | 2    | 1    |
| FDLI                                             |      |      |      |      |      |      |      |      | 1    |      |
| FAC-Foro                                         |      |      |      |      |      |      |      |      | 1    | 1    |
| CA Noreña                                        |      |      |      |      |      |      |      |      | 1    | 2    |
| IDEAS                                            |      |      |      |      |      |      |      |      | 1    |      |
| PCE / IU / IU-BA / IU-Los Verdes                 | 1    | 1    | 1    | 1    | 1    | 1    | 1    | 2    |      | 2    |
| URAS / URAS-PAS                                  |      |      |      |      |      | 6    |      | 1    |      |      |
| UCD / CDS                                        | 4    | 3    | 5    | 6    |      |      |      |      |      |      |
| CAS                                              |      |      |      |      | 6    |      |      |      |      |      |
| UNI                                              |      |      |      |      |      |      | 4    |      |      |      |
| Parteilose                                       | 2    |      |      |      |      |      |      |      |      |      |
| Total                                            | 11   | 11   | 11   | 11   | 11   | 11   | 11   | 13   | 13   | 13   |

## Wirtschaft
| TOTAL | 1.972 | 100   |
| Ackerbau, Viehzucht und Fischerei                                                                                    | 10    | 0,51  |
| Industrie | 652   | 33,06 |
| Bauwirtschaft | 188   | 9,53  |
| Dienstleistungsbetriebe                                                                                              | 1.122 | 56,90 |
| * Daten aus dem Statistischen Amt für Wirtschaftliche Entwicklung in Asturien, Stand 2009 (PDF-Datei; 109 kB), SADEI |       |       |

## Sehenswürdigkeiten

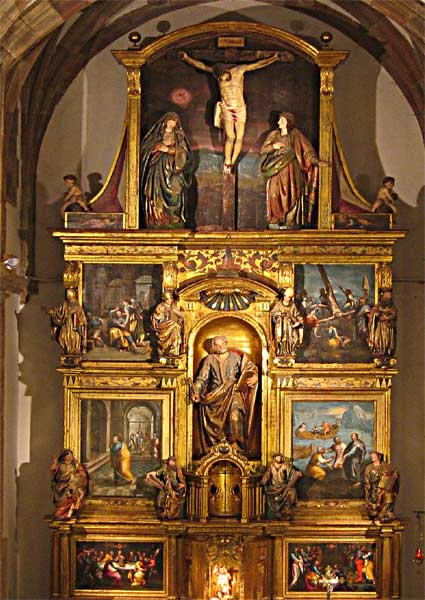
Hauptaltar in der Kirche Santa Maria

- Kirche Santa María von 1441 mit einem beeindruckenden Hauptaltar
- Kapelle und Einsiedelei Ermita del Ecce Homo, ebenfalls mit einem prachtvollen Hauptaltar
- Viele Stadtpaläste und Gartenanlagen teilweise aus dem Spätmittelalter

### Regelmäßige Veranstaltungen (Fiestas)
Die Vielzahl der Veranstaltungen kann besser auf dem Veranstaltungskalender der Stadt unter Turismo/Fiestas abgerufen werden.